# Giovanni Franceschetti
Pour les articles homonymes, voir Franceschetti.
Giovanni Franceschetti, né en 1816 à Brescia et mort en 1845 à Milan, est un sculpteur italien.

## Biographie
Giovanni Franceschetti est né en 1816 à Brescia,. Il est un sculpteur néo-classique.
Il a exécuté les sculptures décoratives sur le monument Appiani et l'Arco del Sempione à Milan.
Giovanni Franceschetti est mort en 1845 à Milan,.